# Old Blues Rugby Football Club
Ne doit pas être confondu avec Old Blue RFC.
Maillots
Le Old Blues Rugby Football Club est un club de rugby à XV américain basé en Californie, et ayant évolué en US Super Rugby League à partir de la saison 2001. Il a également participé aux différents championnats organisés par la Northern California Rugby Football Union (NCRFU).

## Palmarès
- Vainqueur de la Men's D1 Club Championship en 1979, 1980, 1981, 1982, 1983, 1986 et 1987.